# Косуха
Косу́ха — короткая кожаная куртка с зауженной талией и молнией наискосок. Именно от этой косой «молнии», именуемой в молодёжном жаргоне «трактором», куртка и получила своё название. Такое расположение «молнии» (косуха — в её мужском варианте — застёгивается от левого бедра к правому плечу) придавало куртке сходство с военными мундирами времён Гражданской войны в США.

## История
Первая мотоциклетная куртка с косым воротом (косуха) появилась в 1928 году. Сделал её один из братьев-основателей фирмы Schott — Ирвин Шот. Причиной такого расположения застёжки послужили только появившиеся молнии того времени. Для того, чтобы снизить нагрузку на механизм, было принято решение создать куртку подобного кроя. Братья были первыми, кто установил на кожаную куртку застёжку-молнию.
Косуха — русскоязычное название всемирно известной куртки; в оригинале эта модель получила название perfecto по марке любимых сигар Ирвина Шота. Одежду компании schott активно использовали (и используют до сих пор) для своих нужд авиация, ВМФ, полиция.
Несмотря на то, что первая косуха была выпущена в 1928 году, первая модель знакомого нам вида Perfecto 613 (более известная как «One Star»)  появилась в 1940-х годах. В 1950-х годах была выпущена Perfecto 618, без звёзд. До 1960-х годов куртки шились из конской кожи, после — из бычьей.
Косухе добавил популярности Марлон Брандо, сыграв в этой куртке бунтаря-хулигана в картине «Дикарь» (1953). С тех пор кожаные куртки с косым покроем стали во всём мире символом свободы (среди дальнобойщиков, байкеров, музыкантов всевозможных направлений и т. д.).
Некоторые бывшие лётчики приобрели мотоциклы (в то время пользовались успехом мотоциклы «Harley-Davidson», по причине отсутствия альтернатив) и пополнили ряды американских байкеров. Косухи были удобны и хорошо защищали гонщика (тогда ещё не было специальной мотоэкипировки). Налокотники и наплечники в косухах шили из более прочной кожи, и в сочетании с кожаными штанами с наколенниками они давали хорошую защиту от «асфальтовой болезни» при падениях с байка.

## Особенности фасона
От обычных кожаных курток косуху отличает особо прочная и толстая кожа с подкладкой, зауженная талия (часто с поясом), подстраиваемая размерность, кожаные складки на спине (для свободы движения) и удлинённые рукава (для полного покрытия даже вытянутых рук) с молниями возле запястий — для того, чтобы можно было надеть поверх рукавов кожаные перчатки с длинными раструбами (краги). Кроме того, косуха от других фасонов курток отличается характерным несимметричным размещением молнии: на груди куртка имеет большой нахлёст кожи для того, чтобы грудь и шею меньше продувало во время полёта.
Классический стандарт косухи включает три кармана на молнии и маленький кармашек с клапаном на кнопке спереди. Складки по бокам спины служат для свободы движения. Многие куртки имеют шнуровку по бокам, хотя в оригинальной модели её не было.
В 1970-х годах панки начали добавлять к одежде металлическую фурнитуру. С тех пор можно встретить куртки с различными заклёпками на фальшпогонах и лацканах.
В третьем десятилетии XXI века уже невозможно представить косуху без дополнительных элементов: застёжек, заклёпок, множества карманов для всевозможных мелочей.